# Joe Wright
Joseph Wright (Londres, 25 de agosto de 1972), conocido como Joe Wright, es un director de cine británico conocido por sus películas Orgullo y prejuicio (2005), Atonement (2007), Anna Karenina (2012) y Darkest Hour (2017).

## Biografía
Wright nació en Londres, ciudad en la que sus padres fundaron el teatro de marionetas Little Angel Theatre, ubicado en el distrito de Islington. Desde temprana edad demostró interés por las bellas artes, especialmente la pintura. En su niñez sufrió burlas debido a su condición de disléxico y su sobrepeso, razón por la cual encontró refugio en el teatro. En 1980 se inscribió en la escuela de teatro Anna Scher Theatre, a la cual asistió dos días a la semana, durante diez años. En aquella época realizó algunos cortometrajes en formato Súper 8. Dichos filmes lo ayudarían posteriormente a que fuese admitido en Camberwell College of Arts, a pesar del hecho que abandonó el colegio antes de obtener su Certificado General de Educación Secundaria (GCSE). En un principio aspiraba a ser actor; sin embargo, tras la muerte de su padre, decidió que su carrera sería la de director de cine. En 1991 fue admitido en el instituto Central Saint Martins College of Art and Design donde estudió cinematografía. En su último año de estudios fue acreedor a una beca para realizar un cortometraje producido por la BBC el cual se tituló Crocodile Snap y fue nominado a los Premios BAFTA. Tras el éxito alcanzado se le ofreció la dirección de la serie televisiva Nature Boy, donde obtendría su segunda nominación de la Academia Británica.
Desde entonces sus créditos como director incluyen episodios de series como “Bob & Rose”, “Bodily Harm” y “Charles II: The Power & the Passion”. En el 2005 estrenó la cinta romántica “Orgullo y prejuicio”, que tuvo a Keira Knightley y a Matthew Macfadyen como protagonistas. Gracias a esta cinta, basada en el libro homónimo de Jane Austen, se hizo conocido mundialmente, y al poco tiempo lanzó otro éxito, “Expiación. Más allá de la pasión”, que tuvo otra vez a Knightley como figura principal. Del 2009 es “El solista”, drama con Jamie Foxx y Robert Downey Jr., y en el 2011 se estrenó la cinta de acción “Hannah”, con Eric Bana y Cate Blanchett.

## Filmografía
- Crocodile Snap (1997)
- The End (1998)
- Nature Boy (2000)
- Bob & Rose (2001)
- Bodily Harm (2002)
- Charles II: The Power and the Passion (2003)
- Orgullo y prejuicio (2005)
- Atonement (2007)
- El solista (2009)
- Hanna (2011)
- Anna Karenina (2012)
- Pan (2015)
- Black Mirror (2016)
- Darkest Hour (2017)
- La mujer en la ventana (2020)
- Cyrano (2021)
- M. El hijo del siglo (2025)[8]

## Premios y distinciones
Festival Internacional de Cine de Venecia
| Año  | Categoría                                    | Película                         | Resultado |
| ---- | -------------------------------------------- | -------------------------------- | --------- |
| 2007 | Premio del Forum por el cine y la literatura | Expiación, más allá de la pasión | Ganador   |